# Valletta Football Club 2015-2016
Questa voce raccoglie le informazioni riguardanti il Valletta Football Club nelle competizioni ufficiali della stagione 2015-2016.

## Rosa
| N. |                      | Ruolo | Calciatore                  |
| -- | -------------------- | ----- | --------------------------- |
| 1  | Malta (bandiera)     | P     | Henry Bonello               |
| 2  | Malta (bandiera)     | D     | Jonathan Caruana (capitano) |
| 3  | Malta (bandiera)     | D     | Ian Azzopardi               |
| 5  | Malta (bandiera)     | D     | Ryan Camilleri              |
| 6  | Argentina (bandiera) | C     | Juan Gill                   |
| 8  | Nigeria (bandiera)   | C     | Uchenna Umeh                |
| 9  | Malta (bandiera)     | A     | Jean-Pierre Mifsud Triganza |
| 10 | Malta (bandiera)     | C     | Roderick Briffa             |
| 11 | Ghana (bandiera)     | C     | Albert Bruce                |
| 16 | Malta (bandiera)     | D     | Nicolas Pulis               |

| N. |                      | Ruolo | Calciatore       |
| -- | -------------------- | ----- | ---------------- |
| 17 | Camerun (bandiera)   | A     | Njongo Priso     |
| 20 | Argentina (bandiera) | A     | Federico Falcone |
| 21 | Malta (bandiera)     | A     | Llywelyn Cremona |
| 23 | Italia (bandiera)    | C     | Claudio Pani     |
| 26 | Malta (bandiera)     | P     | Manuel Bartolo   |
| 27 | Brasile (bandiera)   | A     | Jhonnattann      |
| 28 | Malta (bandiera)     | P     | Nicky Vella      |
| 30 | Tunisia (bandiera)   | C     | Abdelkarim Nafti |
| 90 | Brasile (bandiera)   | C     | Romeu            |